# Paul Prudhomme
Pour les articles homonymes, voir Prudhomme et Prud'homme.
Paul Prudhomme, né le 13 juillet 1940 à Opelousas dans la région acadiane de Louisiane et mort le 8 octobre 2015 à La Nouvelle-Orléans, est un cuisinier américain d'origine cajun, célèbre pour sa cuisine cadienne. Il est aussi propriétaire d'un restaurant connu de La Nouvelle-Orléans, le K-Paul's Louisiana Kitchen.

## Honneurs
- Restaurateur of the Year - Louisiana State Restaurant Association
- Mérite agricole - France
- Who's Who of Food and Beverage in America - James Beard Foundation
- Culinarian of the Year - American Culinary Federation
- Humanitarian of the Year - Bon Appétit

## Publications
- (en) Chef Paul Prudhomme's Louisiana Kitchen, 1984,  (ISBN 0-688-02847-0)
- (en) The Prudhomme Family Cookbook, 1987,  (ISBN 0-688-07549-5)
- (en) Authentic Cajun Cooking, 1984–1989, livrets pour cuisiner avec la sauce Tabasco
- (en) Chef Paul Prudhomme's Louisiana Cajun Magic, 1989,  (ISBN 0-517-68642-2)
- (en) Chef Paul Prudhomme's Seasoned America, 1991,  (ISBN 0-688-05282-7)
- (en) Chef Paul Prudhomme's Fork in the Road, 1993,  (ISBN 0-688-12165-9)
- (en) Chef Paul Prudhomme's Pure Magic, 1995,  (ISBN 0-688-14202-8)
- (en) Chef Paul Prudhomme's Fiery Foods That I Love, 1995,  (ISBN 0-688-12153-5)
- (en) Chef Paul Prudhomme's Kitchen Expedition, 1997,  (ISBN 0-9656348-0-9)
- (en) Chef Paul Prudhomme's Louisiana Tastes, 2000,  (ISBN 0-688-12224-8)
- (en) Chef Paul Prudhomme's Always Cooking, 2007,  (ISBN 0-9791958-0-2)